# Мавритания на Олимпийских играх
Мавритания принимала участие в 8 летних Олимпийских играх. Дебютировала на Играх в Лос-Анджелесе в 1984 году. С тех пор спортсмены Мавритании участвовали во всех летних Играх. В зимних Олимпийских играх Мавритания никогда не участвовала. Спортсмены Мавритании никогда не завоёвывали олимпийских медалей.

## См.также
- Список знаменосцев Мавритании на Олимпийских играх
- Мавритания на Паралимпийских играх
- Мавритания на юношеских Олимпийских играх
- Мавритания на Африканских играх